# SunRail
Il SunRail è il servizio ferroviario suburbano a servizio dell'area metropolitana di Orlando, nello Stato della Florida. Si compone di una sola linea che collega la contea di Volusia con la contea di Polk passando per Downtown Orlando ed è gestito dalla Bombardier Technology per conto del Florida Department of Transportation.
La prima sezione della linea, parte della fase I, è stata aperta al servizio il 1º maggio 2014, trasportando nel primo giorno di attività circa 10 000 passeggeri. Il completamento della fase II sud, che comprendeva un'estensione fino a Poinciana, è avvenuto il 30 luglio 2018.

## Il servizio
Il servizio del SunRail è attivo solo nei giorni feriali e si compone giornalmente di 36 corse, 18 per direzione. A partire dal 5 novembre 2016 è in fase di test anche il servizio durante il sabato ad un costo di 20 000 dollari per giorno, forniti principalmente da aziende ed esercizi commerciali locali, in cambio di pubblicità sui treni e nelle stazioni.